# Zephyranthes citrina
Zephyanthes citrina es una especie de planta bulbosa geófita perteneciente a la familia de las amarilidáceas. Es originaria de México.

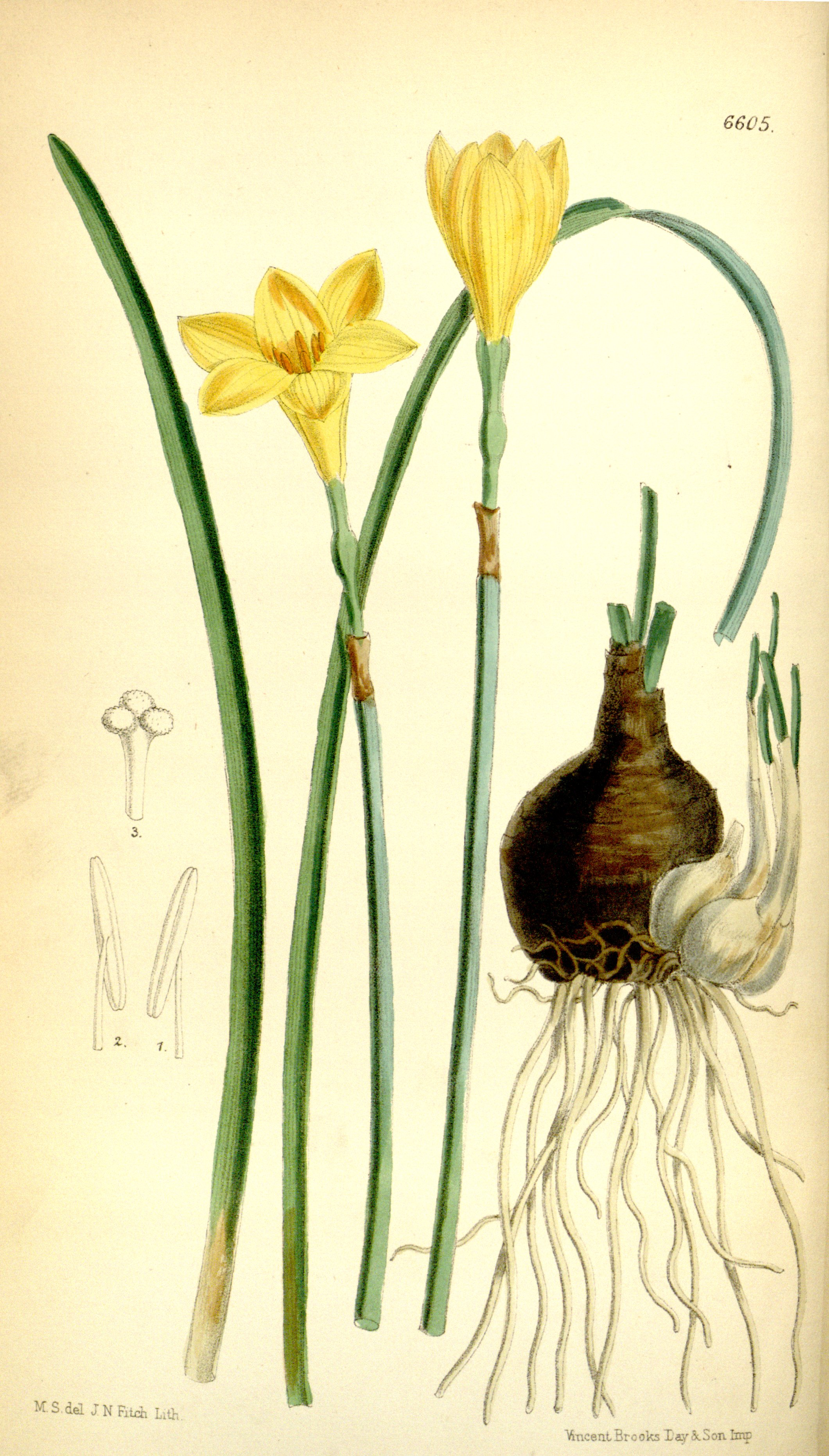
Ilustración

## Descripción
Es una planta bulbosa con  hojas de color verde sin filo de 4 mm de ancho. Espata de hasta 2.6 cm. Las flores erectas; con perianto de color amarillo limón, con forma de embudo de 3,1-5 cm, de color verde el tubo del perianto. El número cromosomático es de  2n = 48.

## Distribución y hábitat
Florecen en verano (julio-septiembre), en lugares húmedo, arenososos, a una altitud de 0 - 100 metros; es una especie introducida en Alabama, Florida, Misisipi, Indias Occidentales, América Central y América del Sur.
En la descripción original de Zephyranthes citrina, Baker declaró que  Veitch (Chelsea, Inglaterra), se la trajo en flor y que creía que había venido de Demerara (Guyana). El espécimen tipo se encuentra en el Real Jardín Botánico de Kew, donde también hay ejemplares de esta especie recogidos en áreas donde es evidente que no es nativo: en el África tropical, la península de Malasia y la India. También se encuentra en las Antillas (Cuba) y Centroamérica (Panamá). Esta especie se ha naturalizado ampliamente a través de su cultivo, y es necesario más trabajo  para determinar su distribución nativa.

## Taxonomía
Zephyranthes citrina fue descrita por Baker y publicado en Botanical Magazine 108: pl. 6605, en el año 1882. (1 Feb 1882)<
Etimología
Zephyranthes: nombre genérico que proviene de (Zephyrus, Dios del viento del oeste en la mitología griega y Anthos, flor) puede traducirse como "flor del viento del oeste", siendo el "viento del oeste" el que trae la lluvia que desencadena la floración de estas especies.
citrina: epíteto latino que significa "de color limón".
Sinonimia
- Atamosco eggersiana (Urb.) Britton, Fl. Bermuda: 79. 1918.
- Zephyranthes eggersiana Urb., Symb. Antill. 5: 292. 1907.[5]